# West Springfield

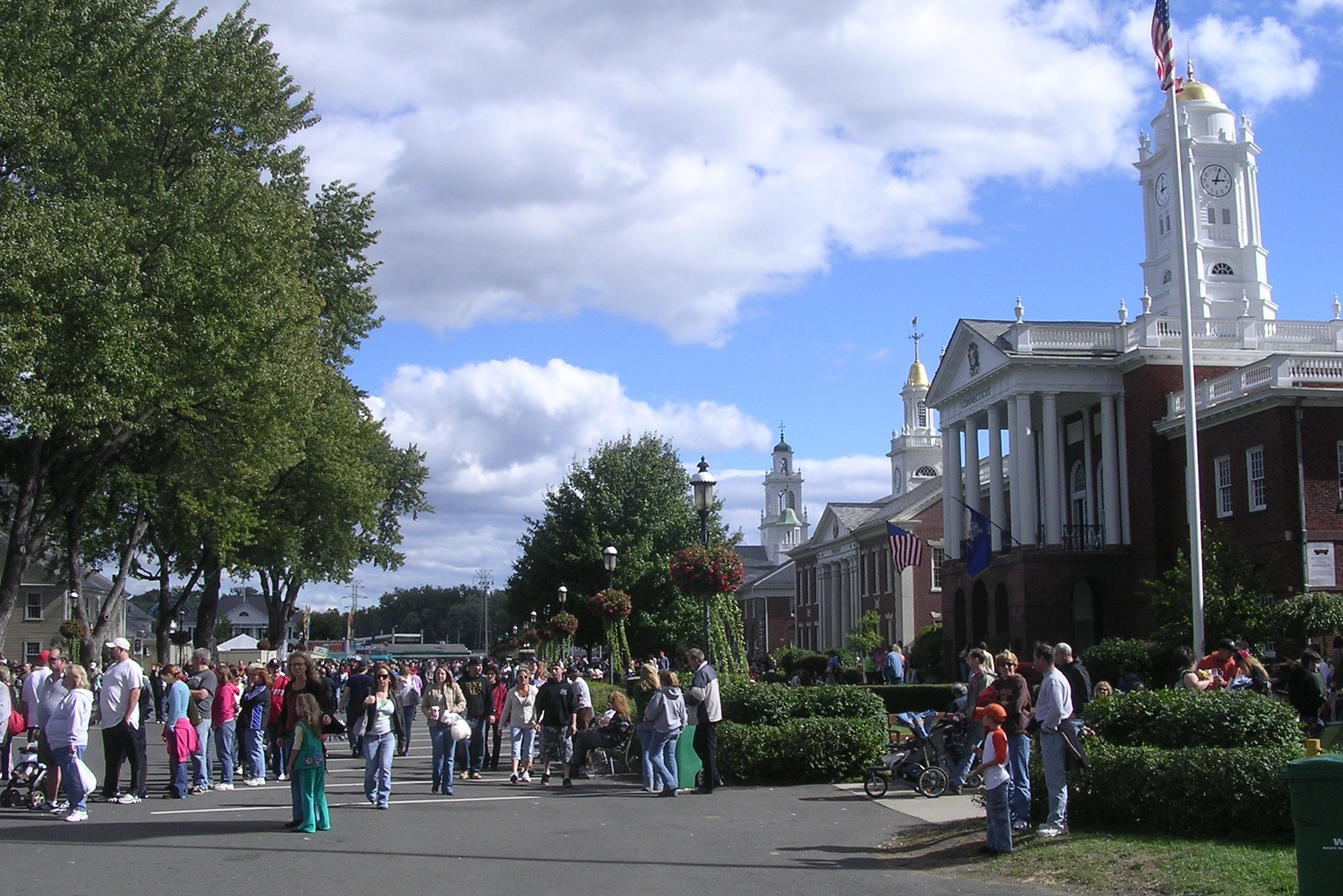

West Springfield är en stad i Hampden County i delstaten Massachusetts, USA med cirka 27 899 invånare (2000). Den har enligt United States Census Bureau en area på 45,4 km².